# Salem Saleh (kỳ thủ)
Salem Abdul Rahman Saleh (sinh 4 tháng 1 năm 1993) là một đại kiện tướng cờ vua người Các Tiểu vương quốc Ả Rập Thống nhất (UAE) và là nhà vô địch châu Á năm 2015.
Saleh sinh tại Sharjah. Anh từng ba lần vô địch trẻ châu Á ở các lứa tuổi: U-14 năm 2007, U-16 năm 2008 và U-18 năm 2009. Năm 2008 và 2014 anh vô địch Giải vô địch cờ vua Ả Rập.
Tháng 8 năm 2015, tại Al Ain, Salem vô địch châu Á và đồng thời vô địch luôn nội dung cờ chớp. Chức vô địch châu Á giúp anh có suất tham dự Cúp cờ vua thế giới 2015. Tuy nhiên anh bị Vi Dịch loại từ vòng một.
Salem Saleh thi đấu cho đội tuyển UAE bàn đầu tiên tại các Olympiad cờ vua kể từ 2008.